# 波斯 (愛荷華州)
波斯（英語：Persia）是一個位於美國愛荷華州哈里森縣的城市。

## 地理
波斯的座標為41°34′44″N 95°34′14″W / 41.57889°N 95.57056°W，而該地的平均海拔高度為358米（即1175英尺）。

## 人口
根據2010年美國人口普查的數據，波斯的面積為1.22平方千米，當中陸地面積為1.22平方千米，而水域面積為0.00平方千米。當地共有人口319人，而人口密度為每平方千米261人。